# Nestor (Krystew)
Nestor, imię świeckie Nikoła Stefanow Krystew (ur. 29 maja 1925 w Kostencu, zm. 14 marca 2013) – bułgarski biskup prawosławny.

## Życiorys
Ukończył seminarium duchowne w Sofii, a następnie studia na wydziale teologicznym Uniwersytetu Sofijskiego, po czym kontynuował naukę na studiach specjalistycznych w Moskiewskiej Akademii Duchownej. Wieczyste śluby mnisze złożył w 1946.
W Bułgarskim Kościele Prawosławnym pełnił kolejno funkcje wykładowcy seminarium duchownego w Sofii, pracownika naukowego w centralnym instytucie historycznym przy Świętym Synodzie, proboszcza parafii Narodzenia Pańskiego w Szipce oraz przedstawiciela Patriarchatu Bułgarskiego przy Patriarchacie Moskiewskim. Był przełożonym Monasteru Rilskiego, następnie monasteru Zaśnięcia Matki Bożej w Baczkowie oraz Monasteru Trojańskiego.
Jako biskup smolański był wikariuszem metropolii dorostolsko-czerweńskiej, a następnie łoweckiej. W 2001 odszedł w stan spoczynku z powodu utraty wzroku i zamieszkał w monasterze św. Jana Chrzciciela w Łopuszanach. Tam też w 2013 zmarł i został pochowany.
Autor wierszy oraz szeregu artykułów, w tym naukowych, publikowanych w prasie cerkiewnej i świeckie.